# Malu Alb (okręg Vâlcea)
Malu Alb – wieś w Rumunii, w okręgu Vâlcea, w gminie Bujoreni. W 2011 roku liczyła 207 mieszkańców.